# Euxoa temera
Euxoa temera is een vlinder uit de familie uilen (Noctuidae). De wetenschappelijke naam is voor het eerst geldig gepubliceerd in 1808 door Hübner.
De soort komt voor in Europa.